# 滕胤
滕胤（3世紀—256年11月8日），字承嗣，北海郡劇縣人。三國時東吳重臣。吳末帝孫皓之妻滕皇后的族父。

## 背景
滕胤的伯父滕耽以及父親滕冑南渡江南後依附劉繇，後來入仕孫權，二人都得到孫權賞識，可惜兩人都是早死。孫權稱吳王後，因為與他們二人的恩情，而封滕胤都亭侯。

## 生平
史載滕胤「少有節操，美容儀」，年輕時已得到當時很多人賞識，弱冠之年又娶了公主。後來娶了孫奐的女兒，或為繼室。三十歲時，當丹楊太守，後又當過吳郡和會稽太守。滕胤每次主持訴訟及斷罪時都對與訟者觀言察色，務求判決合符情理。所以人民每有冤情都會向他申訴，每到一處都享有聲望。
太元元年（251年），吳大帝孫權病重，召滕胤到建業當太常。次年，孫權逝世，滕胤與諸葛恪等人一同受遺詔輔政。太子孫亮即位後加官衛將軍。同年，諸葛恪打算攻打魏國，滕胤勸阻但失敗。諸葛恪又命滕胤為都下督，掌管出兵後國內的事情，滕胤於是日夜勤勞工作，甚至整晚都不睡覺。
建興二年（253年），孫峻刺殺諸葛恪，自秉政權，群臣上奏推舉孫峻為太尉，滕胤為司徒，但支持孫峻的官員以避免政分化為由反對，最終只升孫峻為丞相，不置御史大夫，士大夫一眾，皆感到失望。滕胤又以其女嫁給諸葛恪的兒子諸葛竦為由辭職，但被孫峻挽留，更為滕胤進爵高密侯。雖然二人事實上並不和洽，但表現上卻相常包容，繼續共事。
五鳳三年（256年）九月，孫峻征魏，突發病而死，後事交托孫綝。孫綝把持朝政，呂據得悉後大為驚慌，同月壬辰日（10月24日）與其他將領推舉滕胤為丞相，但孫綝不許。更在同月癸卯日（11月4日）任命滕胤為大司馬，代替不久前逝世的呂岱鎮守武昌。
呂據於是派人通知滕胤，密謀推翻孫綝。孫綝知道後，一方面派兵攻擊呂據，另外派遺侍中左將軍華融，中書丞丁晏要滕胤立刻出發捉拿呂據。滕胤見狀，立刻擁兵自衛，並向典軍楊崇及羽林督孫咨說孫綝作亂，逼華融等人作書駁斥孫綝。楊崇、孫咨不與滕胤合作而被殺。孫綝則上表說滕胤叛亂，派將軍劉丞派兵圍困滕胤。滕胤以為呂據會依期與他會合，於是繼續等待，其間面色不變，談笑如常。可惜呂據並沒有到來，反倒孫綝軍則已集合，向滕胤進攻。滕胤及其他將士等數十人被殺，誅滅滕胤三族。孫綝又派朱異偷襲滕胤妻兄孫壹（孫奐的庶子），孫壹察覺，率部和滕胤妻一同投魏。滕胤的另一個女婿為吳景的孫子吳纂，也受牽連被殺。

## 評價
- 吳書：胤寵任彌高，接士愈勤，表奏書疏，皆自經意，不以委下。
- 陳壽：滕胤厲脩士操，遵蹈規矩，而孫峻之時猶保其貴，必危之理也。

## 延伸阅读
[在维基数据编辑]
 《三國志·卷64》，出自陳壽《三國志》